# 台北大橋福德廟
台北大橋福德廟位於台灣台北市迪化街，為主祀福德正神之道教廟宇。該建物興建於1777年，經過多次整修，今為位於台北大同區之仿古廟宇建築。另外，該廟宇的組織型態為管理委員會制，祭典日期則是每年農曆之二月初二及八月十五。